# Вајска
Вајска је насеље у општини Бач, у Јужнобачком округу, у Србији. Према попису из 2022. било је 2301 становника.

## Историја
У давним временима на подручју Вајске пронађено је велико насеље Келта, о чему сведочи велико келтско гробље. Након Келта, Визиготи долазе на ово подручје у првом веку нове ере. Хуни су прошли овим путем у 3. веку, 375. године су забележени пролази Германа, Словена и Авара. Од тада на овим просторима долазе Словени. Долазак Мађара у Панонску низију доживио се врло брзо, већ у 9. веку. Мађари су заузели ово место. Упад Татара није заобишао ни Вајску. Још у 14. веку се Вајска спомиње као словенско насеље у пописима бачког деканата. Од 1716. Вајском управљају фрањевци из Бача. Од 1788. воде се црквене матице. Године 1840. благосиља се темељац за вајштанску цркву светог Јурја, која ће бити саграђена 1842. Фрањевци су били први утемељивачи школства и покренули су школу која је деловала у старом жупном двору. Некада је у селу постојало предузеће ДП Лабудњача, које је приватизовано 2006. године. Данас постоји неколико продавница, ватрогасна дом, амбуланта, апотека, основна школа и многа удружења и друштва као што су ловачко друштво, удружење рибара, удружење жена.
Након исплате  од 40.000 форинти, цар Франц Јозеф  је одобрио 24. априла 1807. Сигмунду Громону (Nobilis Sigismundo Gromann).властелински посед у селу Вајска и Бођани, као и право да он и његови наследници  убудуће додају свом племићком имену атрибут "од Вајске и Бођана“ (de Vaiszka et Bogyan). Сигмунд Громон из Вајске умро је у Сомбору 13. маја 1810. године, у 73. години, и сахрањен је у крипти цркве Свете Тројице. Године 1826. његови наследници су имали 15.120 хектара земље и били су међу најимућнијим земљопоседницима на подручју Бачко-Бодрошке жупаније. На државној листи мађарских племића у Вајској 1841. године забиљежен је само Морис Громан, а затим написан као Громон (1807—1847) а његов син Деже (1838—1912) био је, између 1876. и 1880, жупан Бачко-Бодрошке жупаније у Сомбору. Године 1903. произведен је у Ред мађарских баруна, а по њему се до 1918. године звала и једна Сомборска улица која је на јужној страни градске већнице  спајала Главну улицу са Тргом Свете Тројице.
Западно и северозападно од Вајске се налазе Жива одн. Лабудњача, где је Српска патријаршија некада имала своје највеће пољопривредно добро - оно је 1940. описано као запуштено и примитивно обрађивано.
Након избијања рата у Хрватској 1991. овде се налазио прихватни центар за избегле Србе.

## Демографија
У насељу Вајска живи 2393 пунолетна становника, а просечна старост становништва износи 38,0 година (36,4 код мушкараца и 39,5 код жена). У насељу има 1096 домаћинстава, а просечан број чланова по домаћинству је 2,89.
Становништво у овом насељу веома је нехомогено, а у последња три пописа, примећен је пад у броју становника.
|  |

| Демографија | Демографија | Демографија |
| Година      | Становника  | Становника  |
| ----------- | ----------- | ----------- |
| 1948.       | 4.305       |             |
| 1953.       | 4.341       |             |
| 1961.       | 4.355       |             |
| 1971.       | 3.798       |             |
| 1981.       | 3.448       |             |
| 1991.       | 3.272       | 3.147       |
| 2002.       | 3.169       | 3.253       |
| 2011.       | 2.834       |             |

| Етнички састав према попису из 2002.‍ | Етнички састав према попису из 2002.‍ | Етнички састав према попису из 2002.‍ | Етнички састав према попису из 2002.‍ | Етнички састав према попису из 2002.‍ |
| ------------------------------------ | ------------------------------------ | ------------------------------------ | ------------------------------------ | ------------------------------------ |
|                                      |                                      |                                      |                                      |                                      |
| Срби                                 | Срби                                 |                                      | 1.319                                | 41,62%                               |
| Румуни                               | Румуни                               |                                      | 569                                  | 17,95%                               |
| Хрвати                               | Хрвати                               |                                      | 353                                  | 11,13%                               |
| Мађари                               | Мађари                               |                                      | 341                                  | 10,76%                               |
| Југословени                          | Југословени                          |                                      | 207                                  | 6,53%                                |
| Роми                                 | Роми                                 |                                      | 42                                   | 1,32%                                |
| Словаци                              | Словаци                              |                                      | 33                                   | 1,04%                                |
| Украјинци                            | Украјинци                            |                                      | 19                                   | 0,59%                                |
| Немци                                | Немци                                |                                      | 18                                   | 0,56%                                |
| Црногорци                            | Црногорци                            |                                      | 11                                   | 0,34%                                |
| Муслимани                            | Муслимани                            |                                      | 10                                   | 0,31%                                |
| Руси                                 | Руси                                 |                                      | 4                                    | 0,12%                                |
| Русини                               | Русини                               |                                      | 3                                    | 0,09%                                |
| Македонци                            | Македонци                            |                                      | 3                                    | 0,09%                                |
| Словенци                             | Словенци                             |                                      | 2                                    | 0,06%                                |
| Чеси                                 | Чеси                                 |                                      | 1                                    | 0,03%                                |
| Бошњаци                              | Бошњаци                              |                                      | 1                                    | 0,03%                                |
| непознато                            | непознато                            |                                      | 58                                   | 1,83%                                |

| Година пописа     | 1948. | 1953. | 1961. | 1971. | 1981. | 1991. | 2002. |
| ----------------- | ----- | ----- | ----- | ----- | ----- | ----- | ----- |
| Број домаћинстава | 1.303 | 1.237 | 1.300 | 1.134 | 1.127 | 1.162 | 1.096 |

| Број чланова      | 1   | 2   | 3   | 4   | 5  | 6  | 7  | 8 | 9 | 10 и више | Просек |
| ----------------- | --- | --- | --- | --- | -- | -- | -- | - | - | --------- | ------ |
| Број домаћинстава | 224 | 277 | 219 | 223 | 94 | 44 | 12 | 3 | 0 | 0         | 2,89   |

| Пол    | Укупно | Неожењен/Неудата | Ожењен/Удата | Удовац/Удовица | Разведен/Разведена | Непознато |
| ------ | ------ | ---------------- | ------------ | -------------- | ------------------ | --------- |
| Мушки  | 1.249  | 368              | 788          | 72             | 21                 | 0         |
| Женски | 1.283  | 207              | 786          | 248            | 40                 | 2         |
| УКУПНО | 2.532  | 575              | 1.574        | 320            | 61                 | 2         |

| Пол    | Укупно                    | Пољопривреда, лов и шумарство | Рибарство                            | Вађење руде и камена | Прерађивачка индустрија       |
| ------ | ------------------------- | ----------------------------- | ------------------------------------ | -------------------- | ----------------------------- |
| Мушки  | 689                       | 358                           | 2                                    | 0                    | 59                            |
| Женски | 280                       | 170                           | 0                                    | 0                    | 11                            |
| УКУПНО | 969                       | 528                           | 2                                    | 0                    | 70                            |
| Пол    | Производња и снабдевање   | Грађевинарство                | Трговина                             | Хотели и ресторани   | Саобраћај, складиштење и везе |
| Мушки  | 16                        | 13                            | 37                                   | 9                    | 19                            |
| Женски | 0                         | 1                             | 44                                   | 2                    | 2                             |
| УКУПНО | 16                        | 14                            | 81                                   | 11                   | 21                            |
| Пол    | Финансијско посредовање   | Некретнине                    | Државна управа и одбрана             | Образовање           | Здравствени и социјални рад   |
| Мушки  | 2                         | 2                             | 7                                    | 5                    | 3                             |
| Женски | 3                         | 5                             | 4                                    | 23                   | 9                             |
| УКУПНО | 5                         | 7                             | 11                                   | 28                   | 12                            |
| Пол    | Остале услужне активности | Приватна домаћинства          | Екстериторијалне организације и тела | Непознато            | Непознато                     |
| Мушки  | 114                       | 0                             | 0                                    | 43                   | 43                            |
| Женски | 3                         | 1                             | 0                                    | 2                    | 2                             |
| УКУПНО | 117                       | 1                             | 0                                    | 45                   | 45                            |

:

## Познати становници
- барон Деже Громон (1838-1912), мађарски политичар, државни секретар за безбедност, посланик, жупан Бачко- бодрошке жупаније
- жупник Антун Сорг (умро 1926)
- гроф Емил Сечењи (1865-1932), члан Мађарске академије наука, политичар
- Звонко Ивезић (1949-2016), фудбалер
- Здравко Вуковић (1924-2005), генерални директор Радио-телевизије Београд, министар образовања Србије, директор Института за уџбенике и наставна средства
- грофица Марија Сечењи (1870—1945) власница властелинског добра Сечењи